# دیگچال

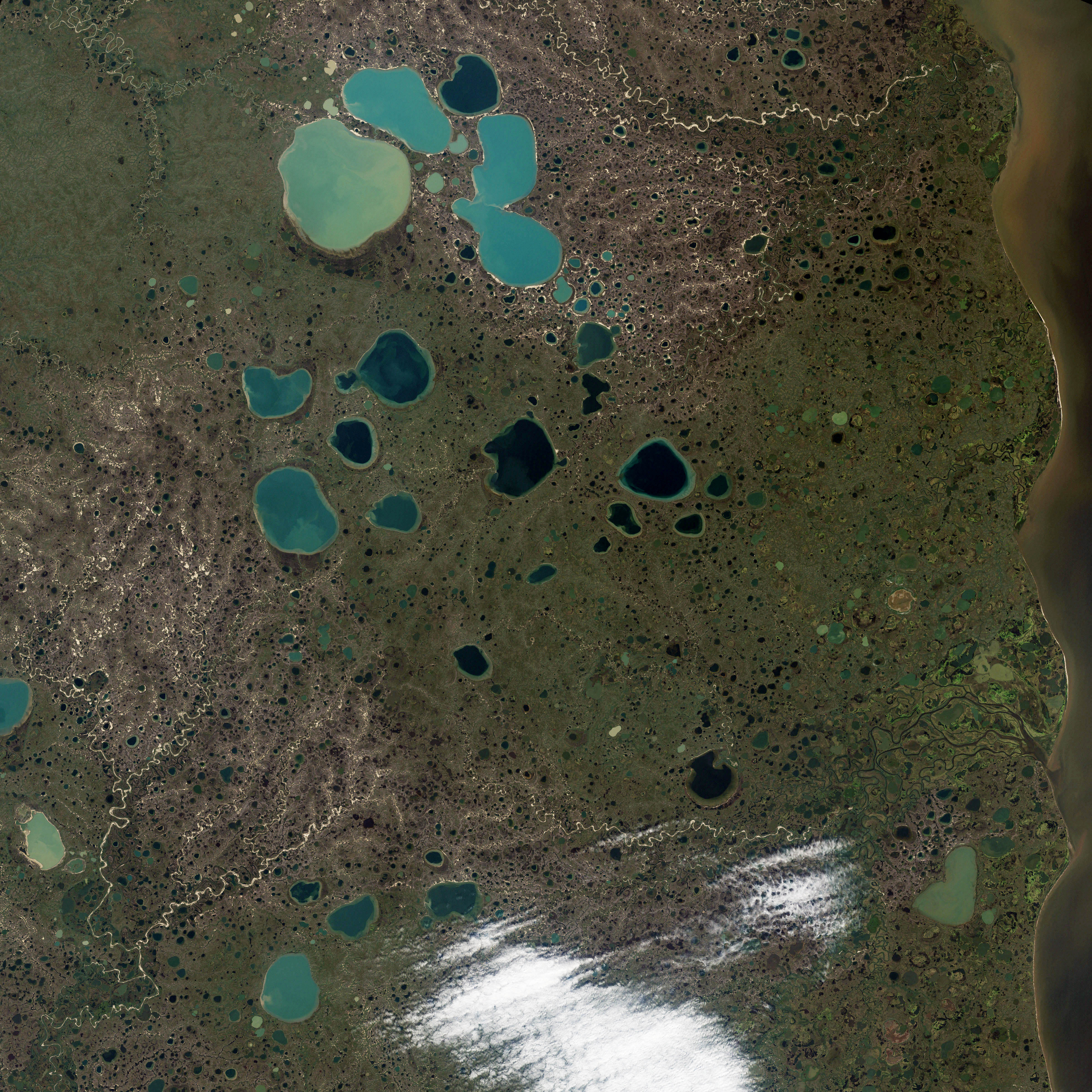
تصویر ماهواره‌ای از دریاچه‌های دیگچالی در شبه‌جزیره یامال (شمال سیبری)، در نزدیکی خلیج اب (راست). رنگ دریاچه نشان‌دهنده مقدار رسوب یا عمق است

دیگچال یا گودال کاسه‌ای (انگلیسی: Kettle) چاله یا گودالی در یک دشت برون‌شستی است که بر اثر پسروی یخچال طبیعی یا تخلیه سیلاب پدید می‌آید. گودال‌های کاسه‌ای ناشی از به‌جا ماندن قطعات یخ مرده هستند که طی فرایند پسروی یخچال طبیعی و سپس احاطه‌شدن قطعات یخ مرده با نهشته‌های رسوبی توسط جریان‌های آب ذوب‌شده یخ بر اثر افزایش اصطکاک شکل گرفته‌اند. با ذوب شدن یخ، قطعات یخی در رسوبات مدفون شده و چاله‌ای پدید می‌آید که دیگچال یا گودال کاسه‌ای نام دارد و باعث ایجاد منظره‌ای فرورفته و گود در دشت برون‌شستی می‌شود. در اغلب موارد، دریاچه‌ها دیگچال‌ها را پر کرده و بنابراین به نام دریاچه‌های دیگچالی شناخته می‌شود. منبع دیگر دیگچال‌ها، تخلیه ناگهانی یک دریاچه‌هایی است که بر اثر یک سد یخی تشکیل شده‌اند و با ذوب‌شدن قطعات یخ، گودالی به صورت دیگچال بر جا می‌گذارد. با ذوب شدن یخ، دیواره‌هایی در اطراف لبه دیگچال ایجاد می‌شود. دریاچه‌هایی که این گودال‌ها را پر می‌کنند به ندرت عمقی بیش از ۱۰ متر (۳۳ فوت) دارند و در نهایت پر از رسوب می‌شوند. در محیط و شرایط اسیدی، ممکن است خلاش کاسه‌ای تشکیل شود، اما در شرایط قلیایی، پوده‌زار کاسه‌ای تشکیل خواهد شد.

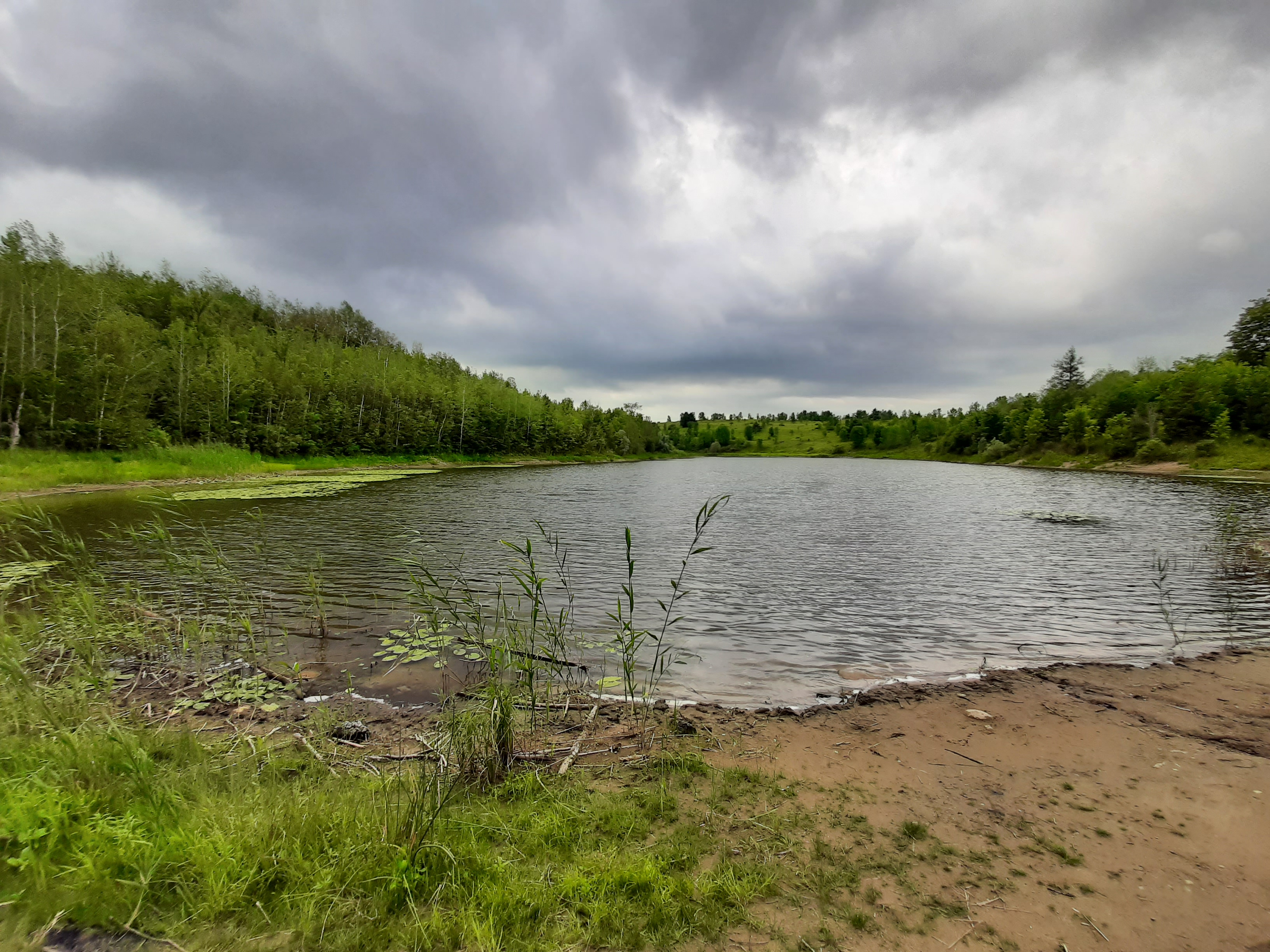
دیگچال در پارک جنگلی فورک و کردیت در استان انتاریو کانادا